# Libanons självständighetsdag
Libanons självständighetsdag firas 22 november. Det var dagen då Libanon blev självständigt från Frankrikes NF-mandat 1943.